# Kühlgrenztemperatur

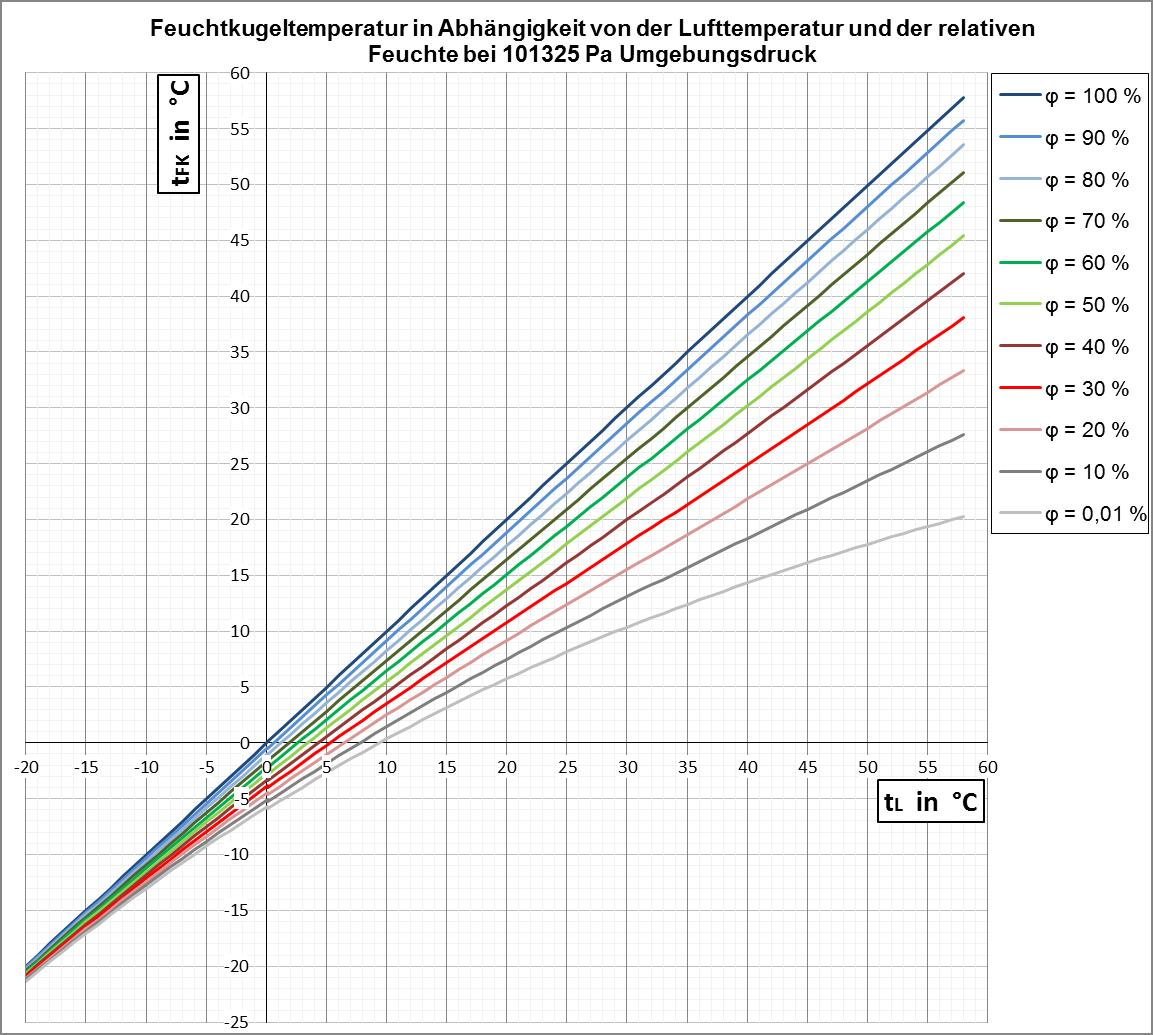
Legende:
t_{FK} … Feuchtkugeltemperatur
t_{L} … Lufttemperatur vor Beginn der Abkühlung
φ … relative Feuchte der Luft (Ausgangsbedingung)
Erläuterung: Im Diagramm wird der Verlauf der Temperatur dargestellt, auf die sich feuchte Luft durch adiabatischen Energieentzug abkühlen lässt, wobei die so erreichte Endtemperatur umso niedriger ist, je geringer die Ausgangsfeuchte der Umgebungsluft ist. Anders gesagt kann ein Luftvolumen bestimmter relativer Feuchte bei gleicher Ausgangstemperatur und gleichem Umgebungsdruck umso mehr Wärme abgeben, je trockener die Umgebungsluft ist, an die diese Wärme abgegeben wird.

Die Kühlgrenztemperatur, gemessen als Feuchtkugeltemperatur {\displaystyle t_{\text{F}}}, ist die tiefste Temperatur, die sich durch direkte Verdunstungskühlung in einer bestimmten Umgebung erreichen lässt. Dabei steht die Wasserabgabe einer feuchten Oberfläche mit dem Wasseraufnahmevermögen der umgebenden Luft im Gleichgewicht. Aufgrund der Verdunstungskälte liegt die Kühlgrenztemperatur in Abhängigkeit von der relativen Luftfeuchte unterhalb der Lufttemperatur.
Die Kühlgrenztemperatur spielt unter anderem für die Wärmeregulation der Körpertemperatur von Lebewesen eine wichtige Rolle. Liegt die Kühlgrenztemperatur zu hoch, können Organismen wie der Mensch keine Wärme mehr an die Umgebung abgeben, und es kommt zu einer lebensbedrohlichen Überhitzung.

## Berechnung
Die Feuchtkugeltemperatur {\displaystyle t_{\text{F}}} auf Meereshöhe kann mit einer empirischen Formel (Zahlenwertgleichung) aus der Lufttemperatur {\displaystyle t} und der relativen Feuchte {\displaystyle \varphi } berechnet werden:
{\displaystyle t_{\text{F}}=t\arctan(0{,}151977{\sqrt {\varphi +8{,}313659}})+\arctan(t+\varphi )-\arctan(\varphi -1{,}676331)+0{,}00391838{\sqrt {\varphi ^{3}}}\arctan(0{,}023101\varphi )-4{,}686035}
Dabei ist die Temperatur {\displaystyle t} in °C, die Feuchte {\displaystyle \varphi } in % einzusetzen. Damit haben die Werte im Arcustangens die Einheit Radiant. Das Resultat ist in °C. Die Gleichung gilt für Temperaturen im Bereich −20 °C bis 50 °C und 5 % bis 99 % mit einer Genauigkeit von ±1 °C. Die Abhängigkeit vom Luftdruck ist gering.
Die Temperaturabsenkung ist dabei umso größer, je trockener die umgebende Luft ist; umgekehrt kann aus der Temperaturdifferenz die Luftfeuchte bestimmt werden.

## Messung

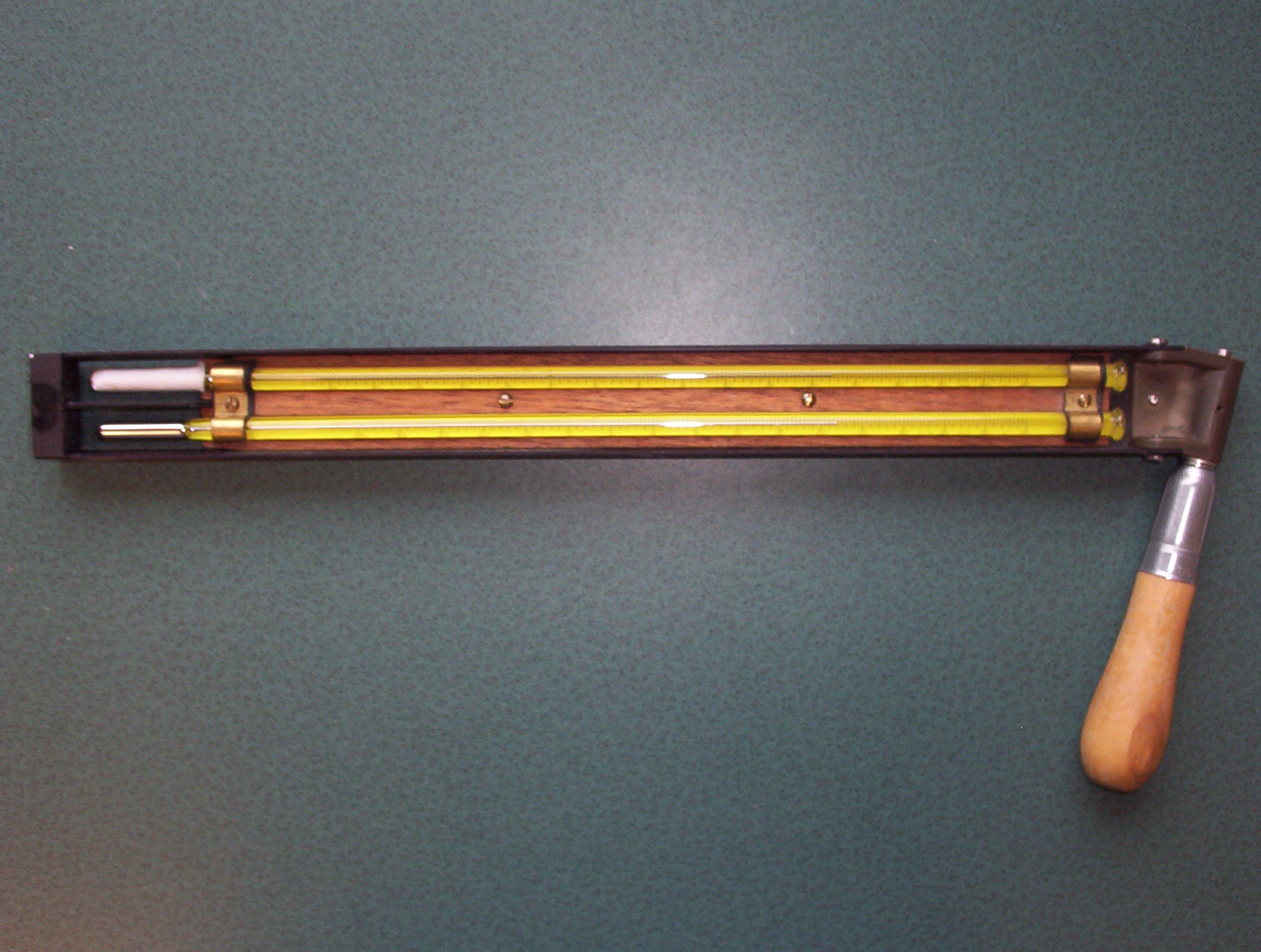
Schleuderpsychrometer: Das Gewebe wird mit destilliertem Wasser befeuchtet. Vor der Ablesung der Feuchtkugeltemperatur wird das Thermometer eine Minute lang herumgewirbelt.

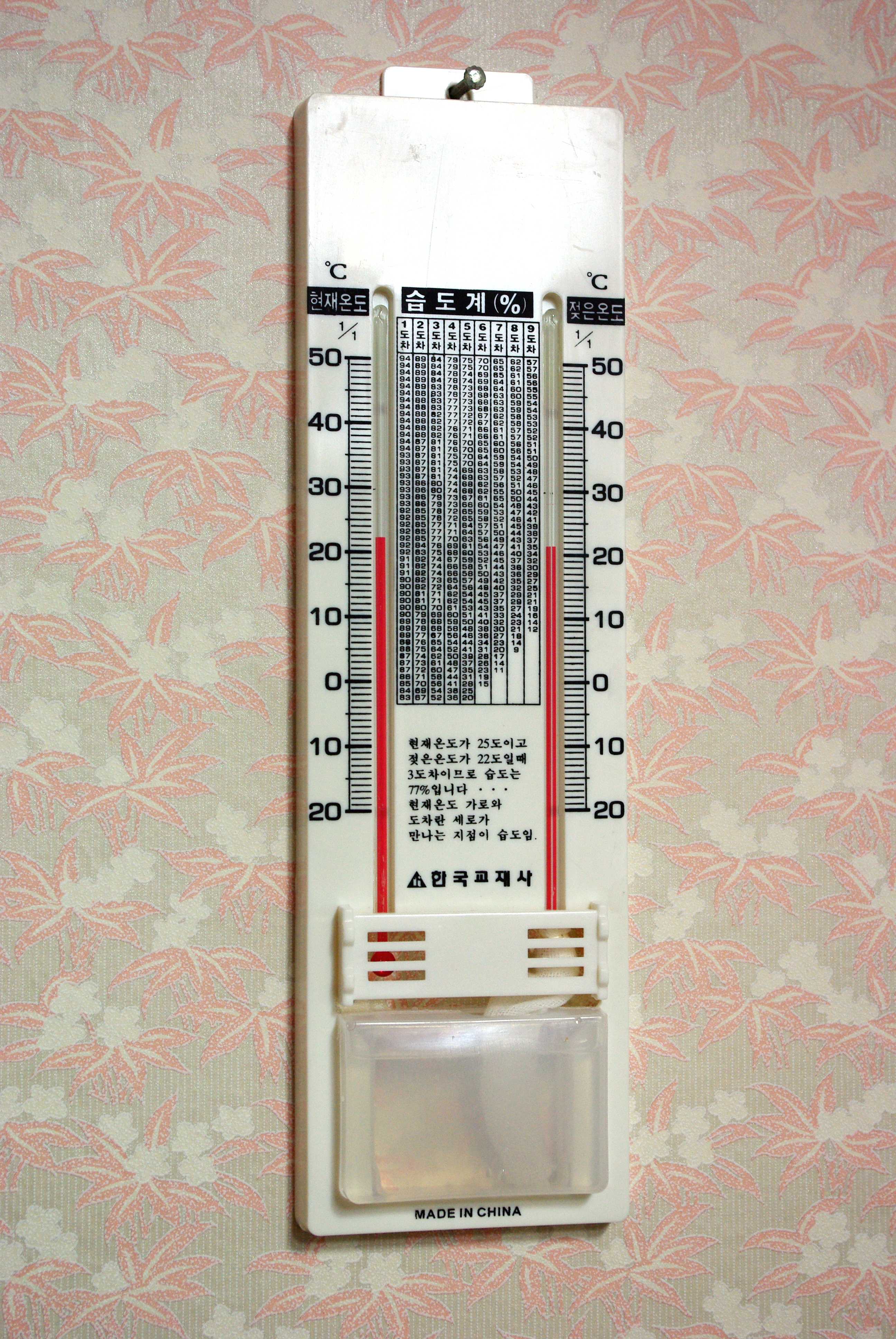
Aspirationspsychrometer: Das Feuchtthermometer auf der rechten Seite ist über einen Gewebestrumpf mit dem darunterliegenden Kunststoffbehälter verbunden, der als Wasserreservoir dient.

Gemessen wird die Feuchtkugeltemperatur durch eine psychrometrische Messung mit einem Thermometer, das mit einem befeuchteten Stoff- oder Watteüberzug versehen ist (Psychrometer). Bei dieser Messung wird die Feuchtkugel gut belüftet, so dass sich an ihr keine Grenzschicht bildet, in der die Umgebungsluft einen lokal höheren Dampfanteil trägt.
Die Kühlgrenztemperatur liegt (außer bei einer relativen Feuchte von 100 %) höher als die Temperatur {\displaystyle \tau } des Taupunktes:
{\displaystyle t_{\text{F}}\geq \tau }
Relevant ist die Kühlgrenztemperatur überall dort, wo Flüssigkeit in großen Mengen verdunstet wird. Der Kühleffekt kann dabei ein gewünschtes Ziel sein (z. B. bei der Verdunstungskühlung, Nasskühlung, Wassereinspritzung) oder ein Nebeneffekt (z. B. in der Trocknung, Konvektionstrocknung).
Auch das Mollier-h,x-Diagramm ermöglicht es, Zustandsänderungen feuchter Luft durch Erwärmung, Befeuchtung, Entfeuchtung, Kühlung und Mischung verschiedener Luftmengen zu beschreiben.

## Belastungsgrenze des menschlichen Körpers, WBGT-Index

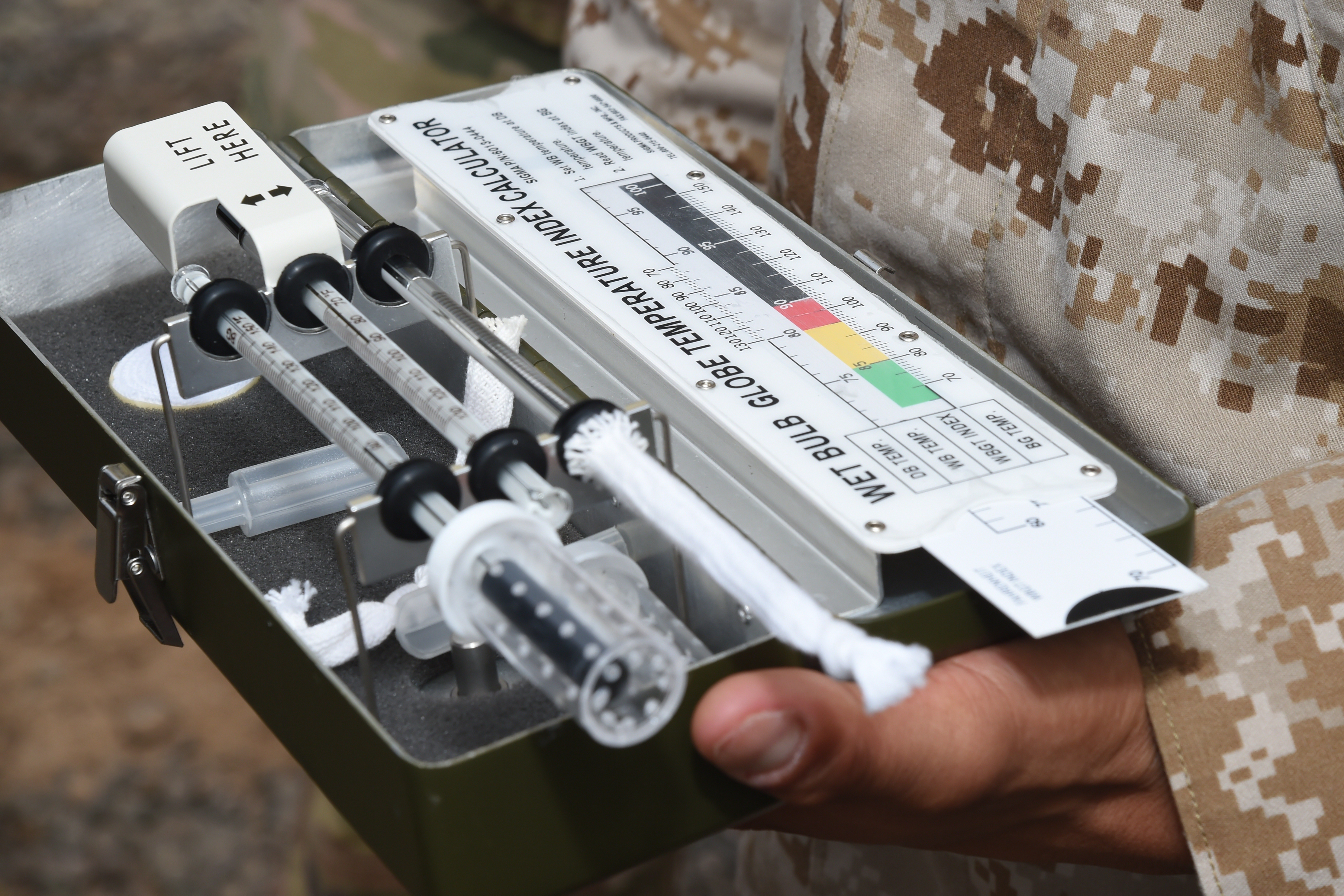
Messbesteck der US-Nationalgarde (Kombinierte gemeinsame Taskforce) zur Feststellung des WBGT-Indexes (Februar 2017)

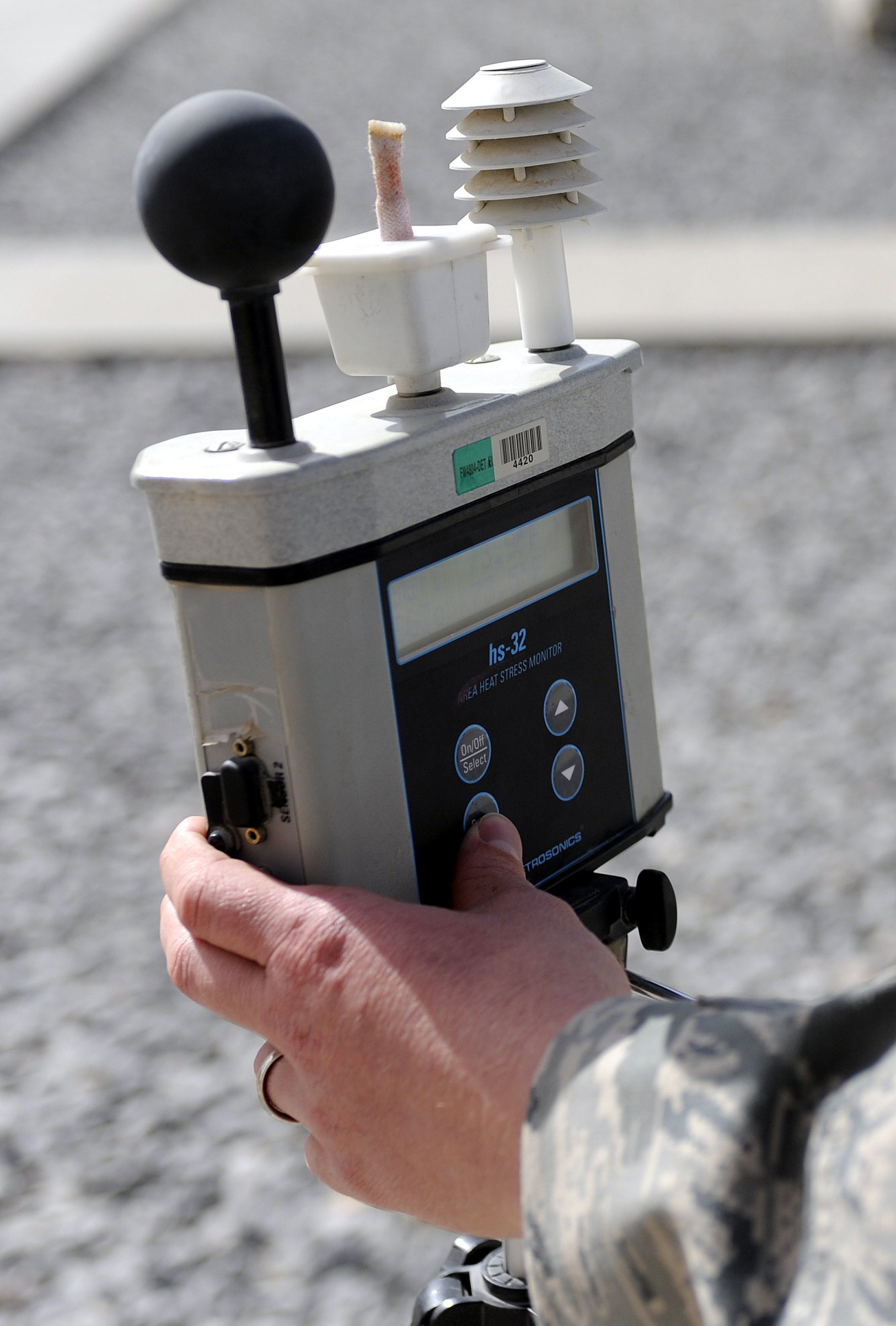
Digital-elektronisches Messgerät der U.S. Air Force zur Ermittlung des WBGT-Indexes

In der Human-Biometeorologie wird die Kühlgrenztemperatur angewandt, um Hitzestress anzuzeigen: Sie wird entweder direkt benutzt oder fließt in die Berechnung von Indizes ein, welche die gefühlte Temperatur und thermischen Stress quantifizieren, z. B. in den WBGT-Index (wet bulb globe temperature-, „Feuchtkugel-Globaltemperatur-Index“) unter Berücksichtigung der herrschenden Werte von Lufttemperatur, Luftfeuchtigkeit, Sonneneinstrahlung und Windgeschwindigkeit, was z. B. eine Rolle spielt bei der Ausrufung einer 2014 vom Weltfußballverband FIFA eingeführten Abkühlpause bei Fußballspielen zum Schutz vor einem Hitzeschaden.
Sherwood und Huber (2010) schätzten, dass ein gesunder, im Schatten ruhender Mensch Kühlgrenztemperaturen von etwa 35 °C für ungefähr sechs Stunden überleben kann: Der Stoffwechsel eines ruhenden Menschen erzeugt etwa 100 W Wärmeleistung, die über die Haut an die Umgebung abgeführt werden müssen. Um unter Wahrung einer Kerntemperatur nahe 37 °C diese Wärme an die Haut abzuleiten, muss der Körper deren Temperatur bei 35 °C oder darunter halten. Die Haut führt die Wärme ihrerseits durch Konvektion und Verdunstung an die Umgebung ab. Beides ist auch bei guter Lüftung nur dann möglich, wenn deren Kühlgrenztemperatur noch unter der Hauttemperatur liegt. Dauerhaft höhere Temperaturen führen auch bei gesunden und akklimatisierten Menschen zur Überhitzung (Hyperthermie), schon bei 37 bis 38 °C Hauttemperatur auf tödliche 42 bis 43 °C im Körperinnern. Nach dieser Studie betrugen die höchsten zu diesem Zeitpunkt gemessenen Feuchtkugeltemperaturen an den meisten Orten der Erde etwa 26 bis 27 °C, wobei in Extremfällen auch Höchsttemperaturen von etwa 30 bis 31 °C gemessen werden konnten. Dabei zeigt sich, dass die Feuchtkugeltemperaturen auf der Erde über einige Regionen sehr ähnlich sind. Während die höchsten Lufttemperaturen in Wüsten erreicht werden, ist die Kühlgrenztemperatur dort aufgrund der geringen Luftfeuchtigkeit nicht höher als in den Tropen.
In einer 2022 veröffentlichten Studie der Pennsylvania State University an einigen jungen, gesunden Erwachsenen zeigten alle Probanden bei einer Kühlgrenztemperatur von 30 bis 31 °C und etwa 100 % relativer Feuchte unter mäßiger körperlicher Belastung eine kritische Erhöhung ihrer Haut- und Körperkerntemperatur. In heißerer, aber trockener Luft sei dieser Effekt schon zwischen 25 und 28 °C beobachtet worden, da die Schweißproduktion der Probanden sich trotz geringerer Luftfeuchtigkeit nicht weiter erhöht habe.
Langfristig kann die nicht eingedämmte menschengemachte globale Erwärmung zu steigenden Feuchtkugeltemperaturen führen, sodass in einigen Teilen der Erde die Überlebensfähigkeit von Menschen nicht mehr gegeben ist. Nach einer Prognose von Eun-Soon Im (Doktorin der Atmosphärenwissenschaften an der Hong Kong University of Science and Technology) et al. aus dem Jahr 2016 könnten solche Bedingungen in Teilen Südasiens gegen Ende des 21. Jahrhunderts erreicht werden, in der indischen Metropolregion um Kalkutta werden kritische Schwellen der Kühlgrenztemperatur heute „nahezu jährlich übertroffen“ (Stand: 2022).
Die höchsten Werte der Kühlgrenztemperatur werden in der Golfregion gemessen; dort hat sich die Kühlgrenztemperatur 2015 dem Wert von 35 Grad Celsius genähert. Eine Kühlgrenztemperatur von 35 °C wird beispielsweise bei einer relativen Luftfeuchte von 50 % und gleichzeitiger Lufttemperatur von 46 °C erreicht.